# Valea Mică (Roșiori), Bacău
Valea Mică (în trecut, Strâmba) este un sat în comuna Roșiori din județul Bacău, Moldova, România.